# Anaecypris hispanica
Az Anaecypris hispanica a sugarasúszójú halak (Actinopterygii) osztályának a pontyalakúak (Cypriniformes) rendjébe, ezen belül a pontyfélék (Cyprinidae) családjába tartozó faj.
Nemének az egyetlen faja.

## Előfordulása
Az kis folyóvizek lakója, a Guadiana-folyó körzetében (Mérida, Délnyugat-Spanyolország).

## Megjelenése
A hal teste erősen nyújtott, keresztmetszete csaknem kerekded, oldalról csak kevéssé lapított, hosszú fejjel és rézsút felfelé álló kis szájréssel. Kerekded kis pikkelyek (70-80 egy-egy hosszanti sorban) és nem teljes oldalvonal (csak 25-30 pikkelyre terjedi ki) jellemzik. Faroknyele hosszú, alacsony. Hátúszója 9-11, farokúszója 19, farok alatti úszója 9-11, hasúszója 9-10 sugarú. Hátúszója feltűnően keskeny és magas, farokúszója nagy és mélyen kivágott. Garatfogai egysorosak, 3(4)-4. Háta sötét, a szürkésbarnától a barnás olajszínűig változik. Oldalai világosbarnák vagy sárgásak. A kopoltyúfedőktől a faroktőig sötét sáv nyúlik. Különösen e sáv felett látszik számos sötét folt és pont. Hasa fehér, ezüstös csillogású. Testhossza 4-6 centiméter, legfeljebb 7,5 centiméter.

## Életmódja
Ez a kis pontyféle (egyike a legkisebb európai édesvízi halaknak) a sekély, gazdag növényzetű vizek lakója. Tápláléka mindenféle apró gerinctelen állat (férgek, apró rákok, rovarlárvák). Legfeljebb 3 évig él.

## Szaporodása
Május és július között ívik nagy csapatokban az áramló víz sekély, köves szakaszain.